# Стара Пирма
Стара Пи́рма (рос. Старая Пырма, ерз. Ташто Пурня) — присілок у складі Кочкуровського району Мордовії, Росія. Входить до складу Кочкуровського сільського поселення.

## Населення
Населення — 28 осіб (2010; 63 у 2002).
Національний склад (станом на 2002 рік):
- мордва — 97 %